# Norosí
Norosí – miasto w Kolumbii, w departamencie Bolívar.